# Steinbachsberg
Der Steinbachsberg ist die höchste Erhebung über dem Paulsdorfer Mühlefeld mit 376,0 Meter. Auf der Kuppe des Steinbachsberges ist eine Wochenendhaussiedlung. Ausläufer des Steinbachsberg grenzen an das Waldgebiet Böthchen. 

## Lage und Umgebung
Der Steinbachsberg liegt im Dippoldiswalder Ortsteil Paulsdorf im Landkreis Sächsische Schweiz-Osterzgebirge. Der Lämmergrundbach umfliesst den Steinbachsberg von Südwesten nach Norden, der Höhenunterschied zwischen Berg und Tal beträgt 30 Meter. Nördlich des Berges mündet der Lämmergrundbach in 320 Metern Entfernung von der Kuppe in die Talsperre Malter.  

## Geschichte
Der Name steht in Verbindung mit dem im Jahre 1675 zum Rittergut Berreuth gehörenden Steinbachgut in Paulsdorf. Auf den Berliner Meilenblättern von 1785 ist der Berg als "Steinbachs Berg" eingezeichnet. Mit der Erschließung einer Wochenendsiedlung wurden die Waldungen auf dem Steinbachsberg gerodet.